# Mycodrosophila calceus
Mycodrosophila calceus är en tvåvingeart som beskrevs av Toyohi Okada 1986. Mycodrosophila calceus ingår i släktet Mycodrosophila och familjen daggflugor. Inga underarter finns listade i Catalogue of Life.